# تاكاشي ناغاي
تاكاشي ناغاي (باليابانية: 永井隆؛ بالكانا: ながい たかし) هو كاتب يوميات وكاتب وطبيب ياباني، ولد في 3 فبراير 1908 في ماتسوا في اليابان، وتوفي في 1 مايو 1951 في مدينة ناغاساكي في اليابان بسبب مرض.